# کلیمنتوفکا
کلیمنتوفکا (انگلیسی: Klimentovka) یک شهرک در شهرستان بلاگووارسکی باشقیرستان کشور روسیه است.